# Савчук, Георгий Петрович
Георгий Петрович Савчук (22 августа 1955 — 27 февраля 2002) — российский футбольный судья.

## Биография
На профессиональном уровне судил с 1989 года. В основном работал в качестве ассистента, но также судил в роли главного арбитра. В третьих по значимости лигах СССР и России отсудил в сумме 27 встреч. С 1999 года обслуживал матчи высшей лиги в качестве ассистента. 
21 июля 1999 года в составе бригады Сергея Анохина работал во Владикавказе на игре «Алании» и волгоградского «Ротора». Во время перерыва главный арбитр встречи почувствовал себя плохо и не смог продолжать игру, его место на поле занял Савчук, а роль второго ассистента взял на себя местный арбитр Эдуард Бегизов. В начале второго тайма «Алания» сравняла счёт (1:1). Затем «Ротор» чуть было не вернул себе преимущество, однако Савчук отменил гол после подсказки Бегизова. Ещё через несколько минут в ворота «Ротора» был назначен пенальти. В знак протеста волгорадские футболисты покинули поле. Позднее «Ротору» было засчитано техническое поражение. Президиум КФС, проанализировав видео, пришёл к выводу, что качество судейства Анохина и Савчука соответствует оценке, выставленной инспектором (8,5 и 8,0). Судейский комитет позже признал ошибочность обоих эпизодов, но решение КДК менять не стал.
После этого Савчук ещё около года проработал ассистентом в матчах высшей лиги и завершил карьеру после окончания сезона 2000. Погиб в автокатастрофе в марте 2002 года.